# Partido Evolucionista

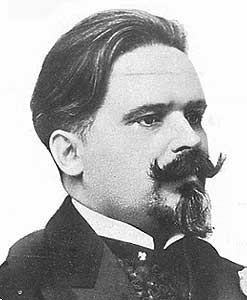
António José de Almeida, líder del Partido Evolucionista, Primer Ministro y Presidente de Portugal.

El Partido Republicano Evolucionista (PRE), comúnmente conocido como el Partido Evolucionista, fue un partido político en Portugal, activo durante la Primera República Portuguesa, liderado por António José de Almeida, un orador elocuente de dicha época.
El periódico República, fundado por António José de Almeida, era el órgano de prensa de este partido. Los miembros del partido también eran conocidos como los "almeidistas", apodo derivado del nombre de su líder, a diferencia de los "afonsistas" del Partido Democrático de Afonso Costa. Ideológicamente se encontraba a la derecha del Partido Democrático y a la izquierda de la Unión Republicana (unionistas). Fue el principal partido de la oposición a la acción gubernamental del Partido Democrático, a excepción del periodo en que hizo una coalición con este partido, en el gobierno de la "Unión Sagrada", durante la Primera Guerra Mundial.

## Historia
El partido fue establecido el 24 de febrero de 1912 como el resultado de una escisión del Partido Republicano Portugués que llevó a la creación del Partido Republicano Evolucionista, del Partido Democrático y de la Unión Republicana, el 27 de febrero de 1912.
En las elecciones parlamentarias de 1915 obtuvo el 23 % de los votos en Portugal continental. Ganó 26 escaños en la Cámara de Diputados, en comparación con los 106 del Partido Democrático y los 15 de la Unión Republicana, emergiendo como el segundo mayor partido, después del Partido Democrático; obtuvo nueve escaños en el Senado, frente a los 45 conseguidos por el Partido Democrático, los 11 de la Unión Republicana, los 2 del Partido Socialista Portugués y 1 del Centro Católico Portugués del futuro dictador portugués António de Oliveira Salazar. El partido boicoteó las elecciones de 1918, pero volvió a competir en las elecciones de 1919, en las cuales ganó 38 escaños en la Cámara de Diputados y 27 senadores, recuperando su lugar como el segundo mayor partido portugués.
El partido se opuso al gobierno dictatorial de Sidónio Pais en 1918, pero desapareció poco después, en 1919, tras la elección de su líder, António José de Almeida, a la Presidencia de la República. Al final, el partido se fusionó con la Unión Republicana, cuyo líder, Manuel de Brito Camacho, también se ausentó de la política partidaria nacional al ser nombrado Alto Comisionado de la República en África Oriental Portuguesa (actual Mozambique).  De esta fusión resultó la formación del Partido Republicano Liberal durante ese mismo año. Un sector liberal del partido, opuesto a la fusión, se separó del Partido Evolucionista y fundó el Partido Popular en 1919.